# Grand Hotel de l’Europe (Linz)

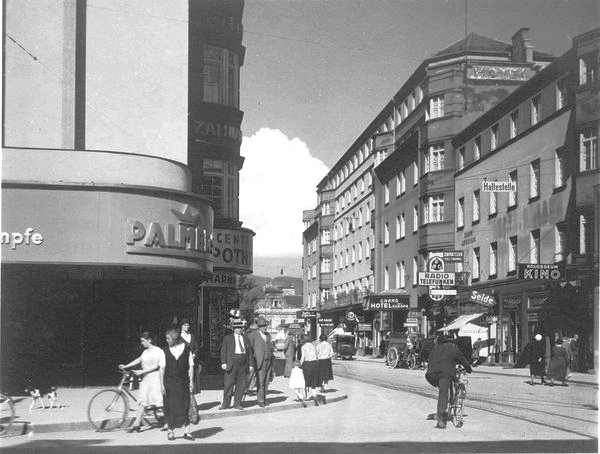
Grand Hotel de l’Europe 1935

Das Grand Hotel de l’Europe war ein Hotel an der Linzer Mozartstraße, gegenüber dem heutigen Atrium-Center. Später war in dem Gebäude die Polizeidirektion Linz etabliert.

## Geschichte

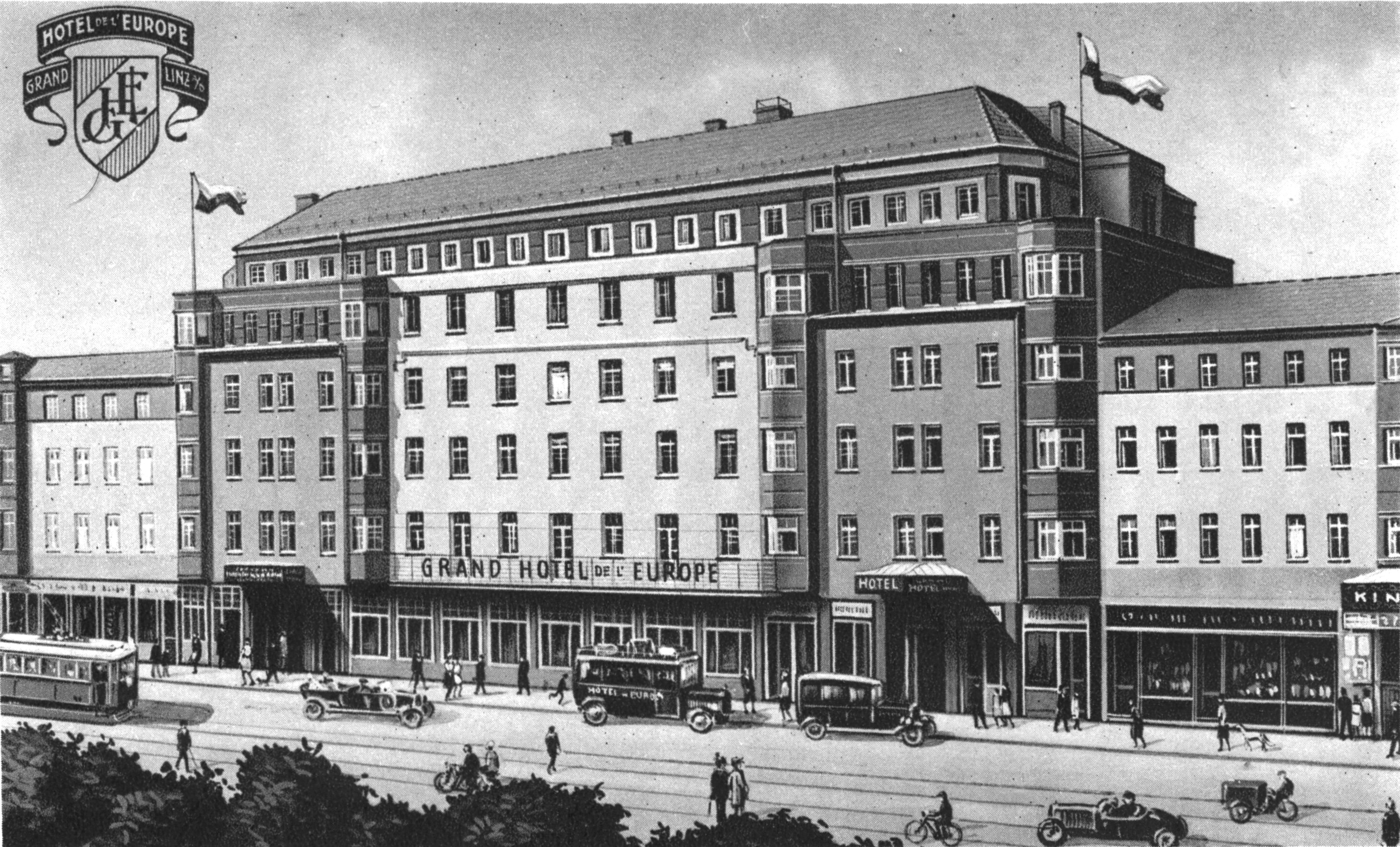
Ansicht aus dem Hotelprospekt von 1929 mit der M-Linie

Das Grand Hotel de l’Europe wurde in den Jahren 1927/28 nach Plänen des Architekten Hans Feichtlbauer erbaut und am 4. Juli 1928 eröffnet. Es handelte sich um einen fünf Stockwerke hohen, breiten Bau, der aus einem weiß gehaltenen Mittelbau und zwei in dunkler Farbe ausgeführten Seitenbauten bestand, die durch je zwei kleine durch vier Stockwerke gehende Erker belebt wurden. Der Mittelbau hatte im ersten Stock eine Terrasse. Das Gebäude besitzt in jedem Stockwerk eine lange Flucht von Gängen, deren Zimmer zur Mozartstraße hin gerichtet waren.
Das Hotel war eines der führenden erstklassigen Luxushotels in Linz dieser Zeit. Auch war das Kolosseum-Kino bis zur Errichtung des neuen Kinogebäudes am Schillerplatz in diesem Gebäude etabliert. Wegen Unrentabilität musste das Hotel 1935 schließen. Das Haus wurde von der Stadt Linz erworben und durch Architekt Curt Kühne zur Polizeidirektion umgebaut, die bis 1981 hier untergebracht war. Zwischen 1938 und 1945 wurde das Gebäude von den Nationalsozialisten auch als Gefängnis genutzt, in dem männliche Regimegegner inhaftiert waren.
1982/83 wurde der Bau abgebrochen und anschließend ein Geschäftsgebäude, in dem sich das Modekaufhaus C & A befindet, errichtet.

## Ausstattung
Im Hotelprospekt aus dem Jahre 1929 ist zu lesen:
Grand Hotel de l'Europe Linz a. D., Oberösterreich, Mozartstraße Nr. 4–14
Neuerbautes (1928), erstrangiges Haus im Zentrum der Landeshauptstadt von  Oberösterreich, Straßenbahnkreuzung Landstraße-Mozartstraße.
120 Zimmer (160 Betten), alle modernst eingerichtet. In allen Zimmern fließendes Kalt- und Warmwasser, Appartements. Zimmer mit Privatbad, Einzelbäder, elektr. Lichtsignalanlage, Warmwasserzentralheizung, eigene Haustelephonanlage, Staatstelephon in den Zimmern, Personen- und Gepäcksaufzüge, Halle, Schreib- und Lesezimmer, Konferenz- und Ausstellungsräume, Frühstück- und Kaffeesalon, Speisesaal und Klubräume.
Zipfer Bierkeller nach Münchener und Wiener Art, großer Garten (tägl. Konzert), erstklassige Küche, Ausschank des berühmten Zipfer Bieres.
Autobus bei allen Zügen und Dampfern, Klubhotel des Automobilklub von Deutschland, Österr. Automobilklub, österr. Touringklub, Benzinzapfstelle, Zentralgarage (2 Tramwayhaltestellen).
Im Hause befinden sich: Zweigstelle des österr. Verkehrsbüros, Herren- und Damenfrisiersalon, Ärzte, Zahnatelier sowie Geschäftslokale alle Kino- und Varietetheater (Fassungsraum 1200 Personen).
Einbettzimmer von S 4.50, Zweibettzimmer von S 9.– aufwärts.